# EA Digital Illusions CE
EA Digital Illusions CE o EA DICE és una empresa sueca desenvolupadora de videojocs amb seu a Estocolm, fundada l'any 1988. És coneguuda sobretot per la creació de la saga bèl·lica Battlefield, així com del títol Mirror's Edge.

## Història
Va néixer d'un demo group anomenat The Silents, els membres del qual procedien de les localitats d'Alvesta i Växjö, a Suècia.
Als inicis, quan els fundadors encara estudiaven a la Universitat de Växjö, l'oficina de l'empresa era un petit dormitori. Allà desenvoluparen exitosos jocs de pintball per Amiga 500.
El 1998 l'empresa es registrà a la borsa de comerç suec, moment a partir del qual ha experimentat una gran expansió. El 17 de març de 2006 es va fusionar amb Electronic Arts.

## Videojocs
| Amiga                    | Amiga CD32               | Game Boy Advance                   | Game Boy Color               | GameCube                 | PC (DOS i Windows)                              | PC (DOS i Windows)                                      | PlayStation                                     | PlayStation 2                       | PlayStation 3                     | Xbox                                | Xbox 360                            |
| ------------------------ | ------------------------ | ---------------------------------- | ---------------------------- | ------------------------ | ----------------------------------------------- | ------------------------------------------------------- | ----------------------------------------------- | ----------------------------------- | --------------------------------- | ----------------------------------- | ----------------------------------- |
| Pinball Fantasies (1992) | Pinball Illusions (1995) | Barbie: Groovy Games (2002)        | Diva Starz Mall Mania (2000) | Shrek Extra Large (2002) | Pinball Fantasies (1993)                        | Battlefield 1942: The Road to Rome (2003)               | True Pinball (1996)                             | PRYZM Chapter One: The Dark Unicorn | Battlefield: Bad Company (2008)   | Shrek (2001)                        | Battlefield 2: Modern Combat (2005) |
| Pinball Dreams (1992)    |                          | Barbie: Secret Agent Barbie (2002) |                              |                          | FIFA Soccer Manager (1997)                      | Battlefield 1942: Secret Weapons of World War II (2003) | Motorhead (1998)                                | Battlefield 2: Modern Combat (2005) | Mirror's Edge (2008)              | RalliSport Challenge (2002)         | Battlefield: Bad Company (2008)     |
| Benefactor (1994)        |                          |                                    |                              |                          | Pinball Illusions (1998)                        | Battlefield Vietnam (2004)                              | NASCAR Heat (2000)                              |                                     | Battlefield 1943 (2009)           | Midtown Madness 3 (2003)            | Mirror's Edge (2008)                |
| Pinball Illusions (1995) |                          |                                    |                              |                          | STCC 2 (2000)                                   | Battlefield 2 (2005)                                    | Michelin Rally Masters Race of Champions (2000) |                                     | Battlefield: Bad Company 2 (2010) | RalliSport Challenge 2 (2004)       | Battlefield 1943 (2009)             |
|                          |                          |                                    |                              |                          | Michelin Rally Masters Race of Champions (2000) | Battlefield 2142 (2006)                                 | Barbie Groovy Games (2002)                      |                                     |                                   | Battlefield 2: Modern Combat (2005) | Battlefield: Bad Company 2 (2010)   |
|                          |                          |                                    |                              |                          | Battlefield 1942 (2002)                         | Mirror's Edge (2008)                                    |                                                 |                                     |                                   |                                     |                                     |
|                          |                          |                                    |                              |                          | Rallisport Challenge (2002)                     | Battlefield Heroes (2009)                               |                                                 |                                     |                                   |                                     |                                     |
|                          |                          |                                    |                              |                          | Battlefield: Bad Company 2 (2010)               | Medal of Honor (2010)                                   |                                                 |                                     |                                   |                                     |                                     |